# 都灵体育报
《都灵体育报》 （直译：全體育）是在意大利都灵出版的体育报纸，与米兰体育报和罗马体育报并称为意大利三大体育报纸。大多数《都灵体育报》的读者均为来自都灵以及附近地区的人们。

## 历史和简介
《都灵体育报》于1945年7月30日首次出版。雷纳托·卡萨博尔（Renato Casalbore）是该报的创始人，最开始他每两周发行一次该报。在1946年，它每周发行3次，从1951年3月12日开始，它每天都在出版。该报纸的总部设在都灵。它以大报的格式发布。  平常出版28页或32页，分为四个版本，分别针对都灵，罗马，米兰和热那亚。
该报纸由哈维尔·贾科贝利（Xavier Jacobelli）擔任總编辑。他的前任包括维托里奥·奥雷吉亚（Vittorio Oreggia），保罗·德保拉（Paolo De Paola），詹卡洛·帕多万（Giancarlo Padovan），安东尼奥·吉雷里（Antonio Ghirelli）和詹保罗·奥梅扎诺（Gianpaolo Ormezzano）。

## 发行量
《都灵体育报》在2004年发行了123,921份。 2008年，该报纸的发行量为115,533份。 到了2012年，该报纸销售了64,355,791份。

## 欧洲金童奖
欧洲金童奖会被颁发给每个赛季表现最突出的效力于欧洲足球联赛的21岁以下的球员。